# 88관광개발
주식회사 88관광개발(-觀光開發)은 국가유공자의 복지 증진에 소요되는 보훈기금 증식사업의 일환으로 건설된 88골프장을 운영ㆍ관리하기 위하여 보훈기금법에 의거 1987년 7월 설립된 상법상의 법인으로 국가보훈부 소관의 기타공공기관이다. 경기도 용인시 기흥구 청덕동 80-2번지에 있다.

## 연혁
- 1987년 7월 30일: 88관광개발(주) 설립

## 조직

### 사장
- 비서
- 감사
  - 감사실

#### 전무
- 비서

##### 운영관리본부
- 기획팀
- 총무팀
- 시설팀

#### =영업관리본부
- 경기팀
- 영업팀
- 조리팀
- 연습장경영팀

##### 코스관리본부
- 코스관리팀
- 장비팀

## 노동쟁의 사건
2008년 88컨트리클럽에서 노사갈등이 시작되어 노동쟁의와 복직 소송으로 번졌다. 캐디가 근로기준법상 근로자는 아니지만 노동조합법상 근로자라 대부분을 복직시켜야 한다는 대법원 판결이 나왔다. 특수고용직의 근로자성에 대한 유명 판례가 되었다. 노조 간부 5명은 소송에서 패소했는데 나중에 정년이 지나지 않은 노조 간부 4명은 노조와 사측의 교섭으로 복직하였다.